# Overlord und die Underwoods
Overlord und die Underwoods ist eine kanadische Comedy-Fernsehserie, die von Anthony Q. Farrell und Ryan Wiesbrock geschaffen wurde und in Kanada bei CBC Gem veröffentlicht wurde. In Europa wird die Serie bei Nickelodeon ausgestrahlt.

## Inhalt
Die Underwoods – bestehend aus Vater Jim, Mutter Flower, Sohn Weaver und Tochter Willow – leben ein ganz normales Leben in der kanadischen Stadt Hallow Bay. Dann erfahren sie, dass Overlord, der zweit meist gesuchte Schurke im Weltall, an einem Zeugenschutzprogramm teilnimmt und vorerst auf der Erde bei den ihnen leben soll, da Flower eine weit entfernte Verwandte von ihm ist. Von nun an stellt Overlord das Leben der Familie völlig auf den Kopf und plant regelmäßig neue böse Pläne – oftmals auch gegen die Underwoods. Schlussendlich muss sich Overlord aber oft eingestehen, dass ihm die Familie jedoch ans Herz gewachsen ist, weshalb er oft versucht, seine Pläne wieder umzukehren.

## Synchronisation
| Rolle             | Schauspieler    | Deutscher Sprecher |
| ----------------- | --------------- | ------------------ |
| Overlord          | Troy Feldman    | Bernd Egger        |
| Weaver Underwood  | Ari Resnick     | Derya Flechtner    |
| Willow Underwood  | Kamaia Fairburn | Daniela Molina     |
| Jim Underwood     | Darryl Hinds    | Peter Flechtner    |
| Flower Underwood  | Patrice Goodman | Melanie Hinze      |
| RO-FL             | Jann Arden      | Jill Böttcher      |
| Bebe Parker-Evans | Hattie Kragten  | Valentina Bonalana |
| Petey Carillo     | Ian Ho          | Malik Arendt       |

## Episodenliste

### Staffel 1
Alle Episoden wurden vor ihrer Premiere in Deutschland bereits in Österreich und der Schweiz gesendet. Vom 20. März bis zum 17. April 2022 feierte die erste Staffelhälfte in Deutschland mit je zwei Folgen jeden Sonntag ihre Premiere. Von 12. Juni bis 14. August 2022 lief je eine Folge der zweiten Staffelhälfte immer sonntags in Deutschland.
| Nr. (ges.) | Nr. (St.) | Deutscher Titel                      | Originaltitel                           | Erstausstrahlung Kanada | Deutschsprachige Erstausstrahlung (AT/CH) |
| ---------- | --------- | ------------------------------------ | --------------------------------------- | ----------------------- | ----------------------------------------- |
| 1          | 1         | Ein Alien kommt selten allein        | Overstaying Your Welcome                | 29. Okt. 2021           | 6. März 2022                              |
| 2          | 2         | Overlord gegen die Untertöne         | Overthrowing The Underscores            | 29. Okt. 2021           | 8. März 2022                              |
| 3          | 3         | Der kleine Overlord                  | Undersized                              | 29. Okt. 2021           | 9. März 2022                              |
| 4          | 4         | Schleimiger Besuch                   | Slime And Understanding                 | 29. Okt. 2021           | 10. März 2022                             |
| 5          | 5         | Der Campingausflug                   | Into The Underbrush                     | 29. Okt. 2021           | 11. März 2022                             |
| 6          | 6         | Überlegt euch was!                   | Game Over!                              | 29. Okt. 2021           | 14. März 2022                             |
| 7          | 7         | 3 einfache Überziehungsraten         | 3 Easy Overpayments                     | 29. Okt. 2021           | 15. März 2022                             |
| 8          | 8         | Wo die Liebe hinfällt                | Not Under My Roof!                      | 29. Okt. 2021           | 16. März 2022                             |
| 9          | 9         | Die DNA-Probe                        | 13 Going On Overlord                    | 29. Okt. 2021           | 17. März 2022                             |
| 10         | 10        | Undercover-LARP                      | Undercover LARP                         | 29. Okt. 2021           | 18. März 2022                             |
| 11         | 11        | Trainerlord                          | Overshooters                            | 21. Jan. 2022           | 6. Juni 2022                              |
| 12         | 12        | Das Update                           | Overdue Update                          | 21. Jan. 2022           | 15. Juni 2022                             |
| 13         | 13        | Die Fotobombe                        | Overexposed                             | 21. Jan. 2022           | 16. Juni 2022                             |
| 14         | 14        | Familie geht über Frabjleplarm       | Family Over Frabjleplarm                | 21. Jan. 2022           | 17. Juni 2022                             |
| 15         | 15        | Alles hört auf Overlord              | Overpiece Theatre                       | 21. Jan. 2022           | 10. Juni 2022                             |
| 16         | 16        | Overlock Holmes und der saure Kuchen | Overlock Holmes And The Undercooked Pie | 21. Jan. 2022           | 13. Juni 2022                             |
| 17         | 17        | Und täglich grüßt der Overlord       | Do-over And Over And Over               | 21. Jan. 2022           | 14. Juni 2022                             |
| 18         | 18        | Superheldin Flower                   | Under The Sea Land                      | 21. Jan. 2022           | 7. Juni 2022                              |
| 19         | 19        | Wie alles begann                     | One Year Over-versary                   | 21. Jan. 2022           | 8. Juni 2022                              |
| 20         | 20        | Overlord Underwood                   | Over The Moon                           | 21. Jan. 2022           | 9. Juni 2022                              |